# Alligator-Wacholder
Der Alligator-Wacholder (Juniperus deppeana) ist eine Pflanzenart aus der Gattung der Wacholder (Juniperus) in der Familie der Zypressengewächse (Cupressaceae).

## Beschreibung

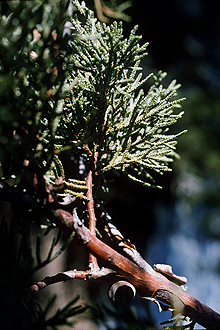
Zweig mit Nadeln

### Habitus
Der Alligator-Wacholder ist ein immergrüner Baum oder Strauch, der Wuchshöhen von etwa 10 bis 15 (selten bis zu 21) Meter und Brusthöhendurchmesser von 25 bis 120 Zentimeter erreicht. Die Krone von freistehenden Bäumen ist breit und ungleichmäßig kegelförmig. Sie besitzen einen relativ kurzen und kräftigen Stamm. Die Strauchform wächst breit und weit ausladend. Die vierkantigen Zweige erreichen Durchmesser von circa 1 Millimeter.

### Rinde

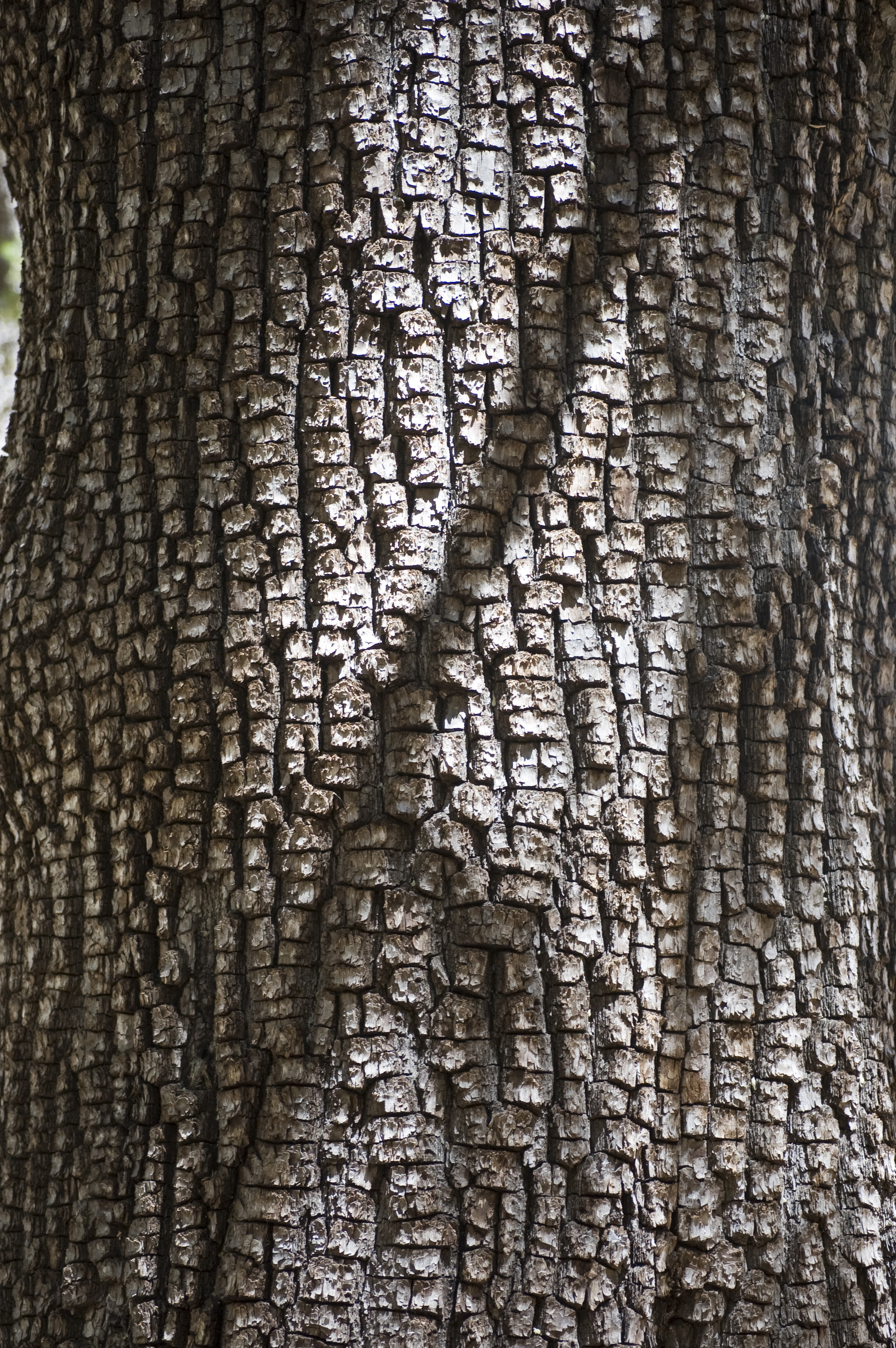
Borke

Namensgebend für den Alligator-Wacholder ist die dunkel rötlich-braune bis schwärzlich gefärbte Borke, die aufgrund ihrer regelmäßig rechteckigen Schuppung an die Haut von Alligatoren erinnert. Sie wird zwischen 2,5 und 10 Zentimeter dick. Die Schuppen erreichen Durchmesser von 2,5 bis 5 Zentimeter. Tiefere Rindenschichten sind rötlich braun bis violett gefärbt. Die dünnen Zweige besitzen eine blass blaugrüne Rinde, die sich nach Abfall der Nadeln hell rötlich braun verfärbt.

### Holz
Das hellgelbe, manchmal mit roten Streifen versehene Kernholz unterscheidet sich farblich vom schmalen weißlichen Splintholz. Das Holz ist leicht, weich, dichtfaserig, dauerhaft und spröde. Die Rohdichte wird je nach Quelle mit 0,453 oder 0,58 g/cm³ angegeben.

### Blätter
Der Alligator-Wacholder bildet nadel- und schuppenförmige Blätter aus. Die undeutlich gekielten Schuppenblätter sind 1 bis 3 Millimeter lang und besitzen eine bläulich-grüne Farbe. Sie stehen zu zweit oder zu dritt am Zweig und überlappen sich. Sie besitzen ein stumpfes oder spitzes Ende und eine punktförmige Drüse.
Die unterseits gekielten nadelförmigen Blätter sind länger als die Schuppenblätter und spitzen sich plötzlich zu. Man findet sie hauptsächlich an jungen Bäumen. Sie stehen zu zweit oder zu dritt am Zweig.

### Blüten, Zapfen und Samen

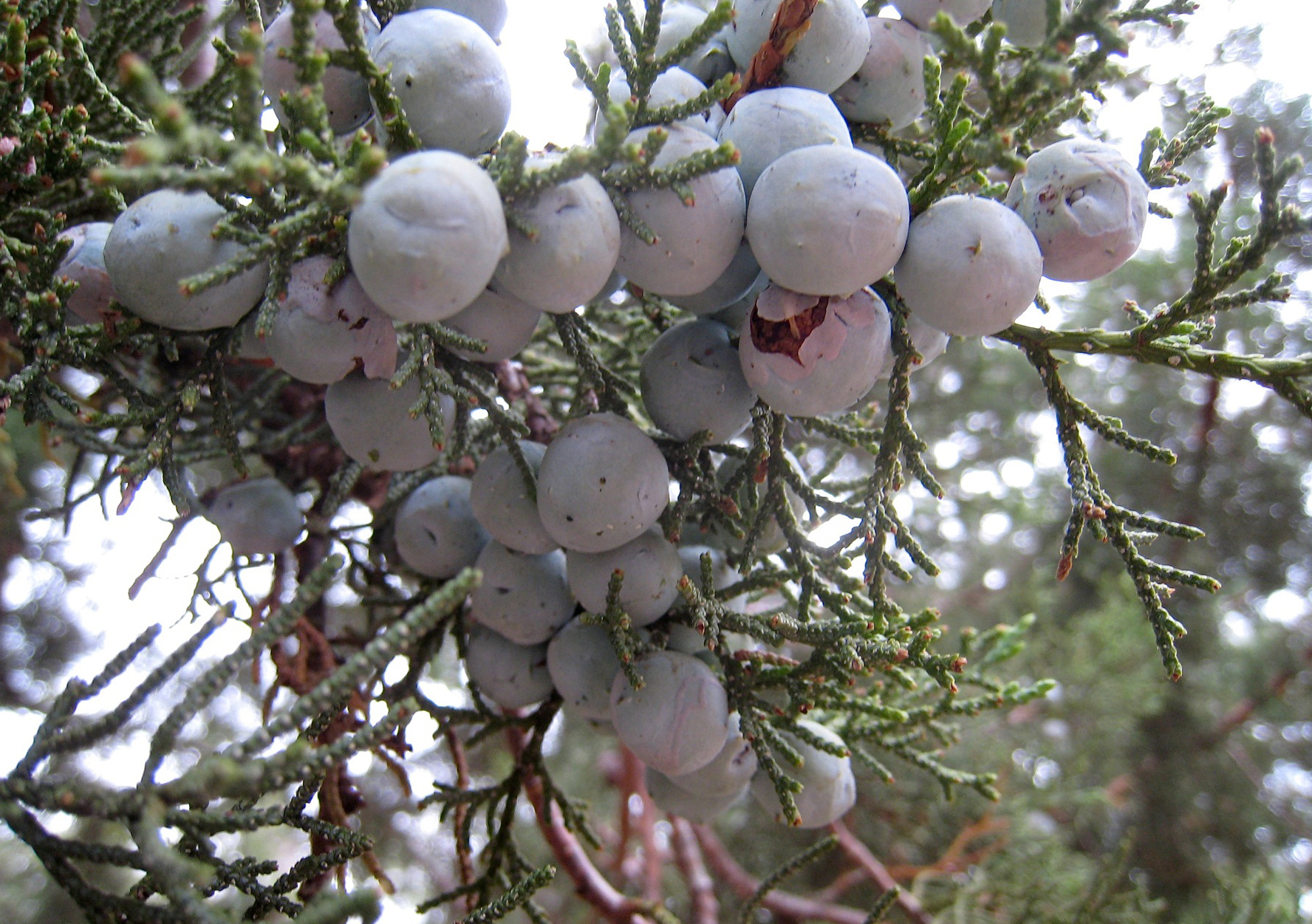
Zweig mit Beerenzapfen

Alligator-Wacholder sind zweihäusig getrenntgeschlechtig (diözisch) und windblütig (Anemophilie). Die Blütezeit reicht von Januar bis März. Die circa 3 Millimeter langen männlichen Blüten sind fleischig und setzen sich aus 10 bis 12 schuppenförmigen Staubblättern zusammen. Die Samenanlagen der weiblichen Blütenzapfen befinden sich an den eiförmigen und zugespitzten Schuppen. Die zunächst blaugrauen, 8 bis 12 Millimeter großen, beerenförmigen Zapfen sind erst im 2. Jahr im September bis Dezember reif und dann rotbraun sowie weiß bereift. Das essbare „Fruchtfleisch“ ist zur Reife trocken, mehlig und aromatisch. Jeder gestielte Zapfen enthält 3 bis 5 etwa 5 Millimeter große, braune Samen.
Die Samen sind an einer oder zwei Seiten etwas abgeflacht. Das Tausendkorngewicht liegt bei etwa 35,71 Gramm.

### Chromosomenzahl
Diese Wacholderart besitzt eine Chromosomenzahl von 2n = 22.

## Verbreitung und Standort

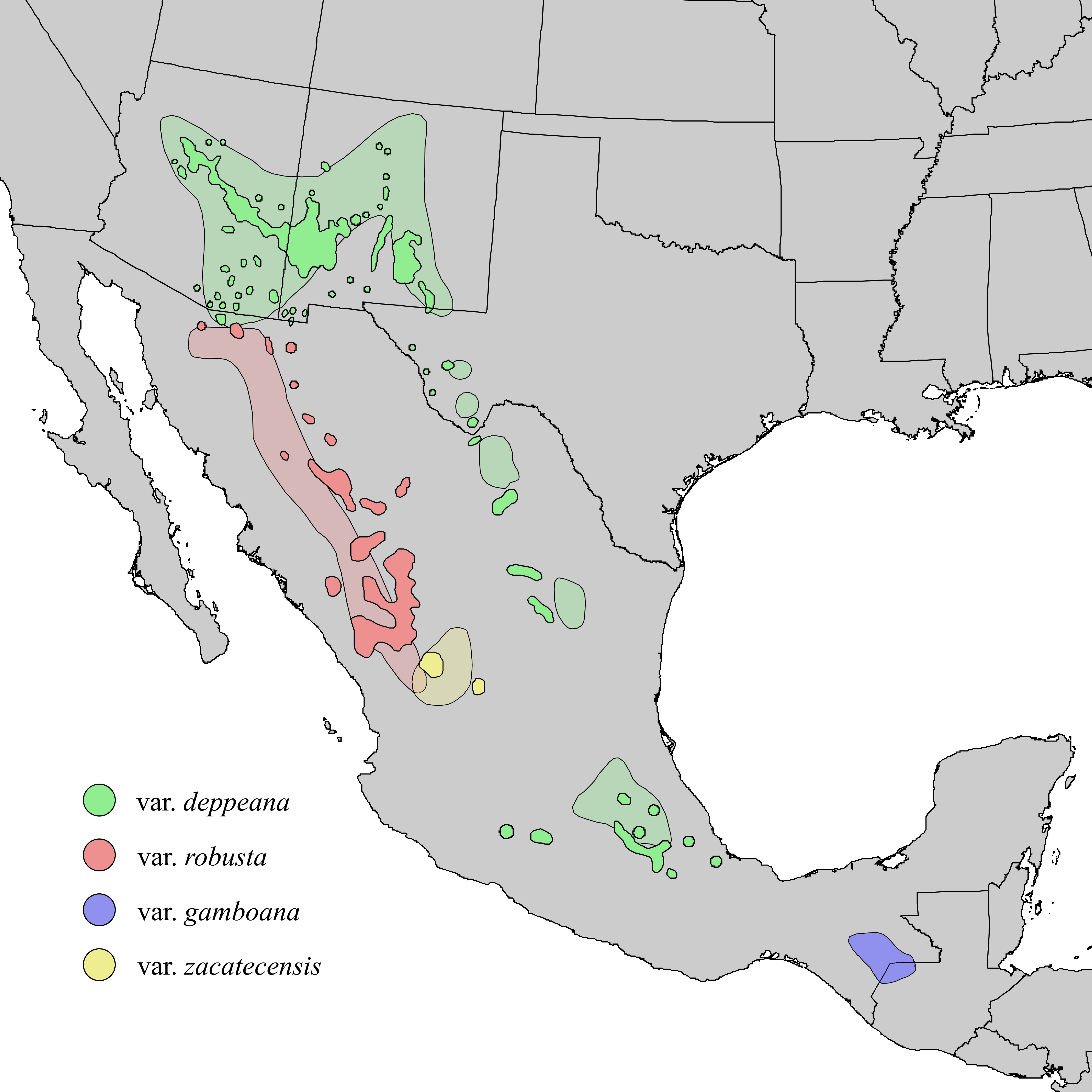
Verbreitungskarte

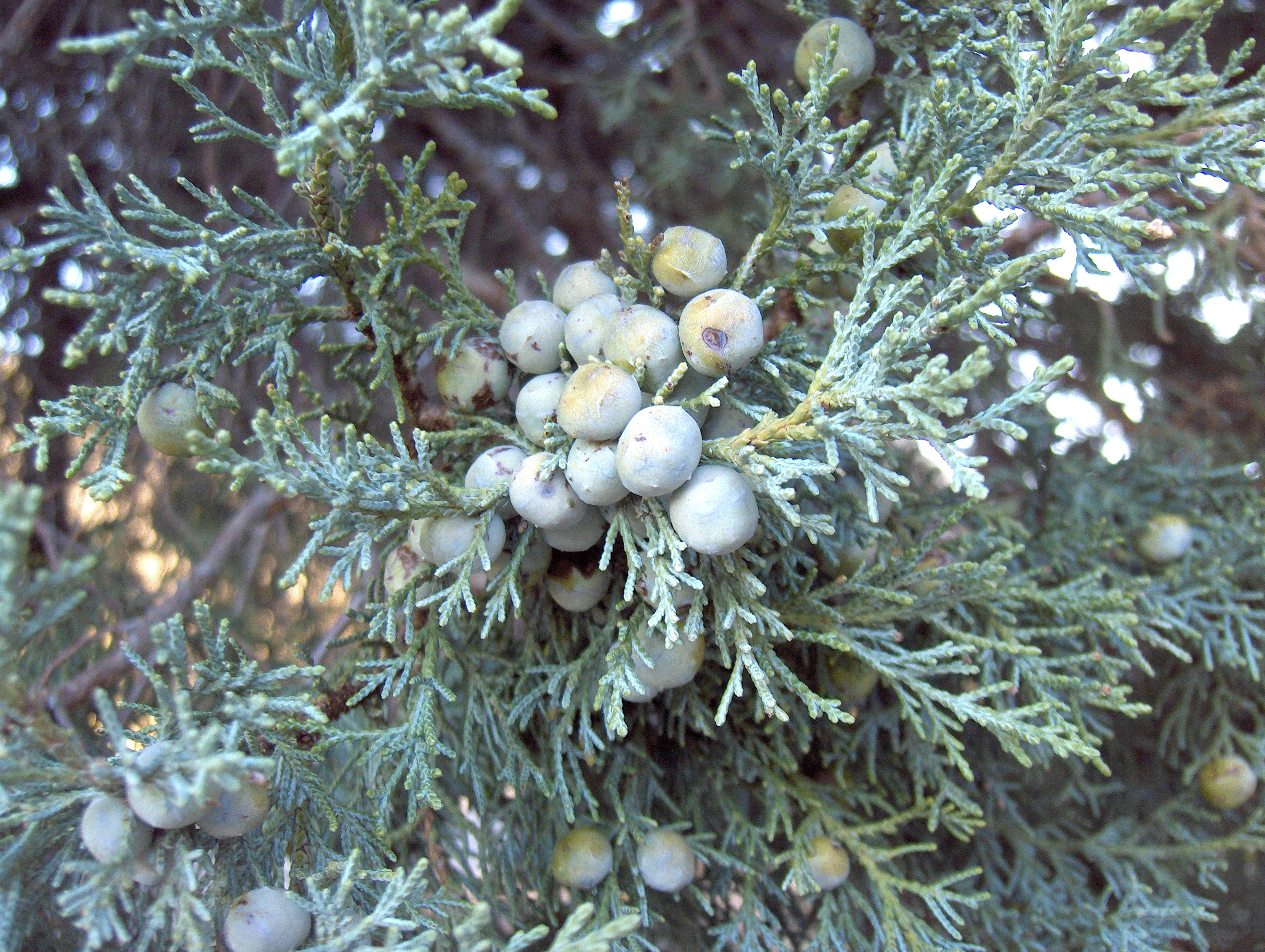
Alligator-Wacholder (Juniperus deppeana), Zweig mit Zapfen

Das natürliche Verbreitungsgebiet des Alligator-Wacholders inklusive seiner Varietäten liegt hauptsächlich im Südwesten und zentralen Süden der USA und im nördlichen Mexiko. Es erstreckt sich dabei von den Bergen im mittleren und südlichen Arizona über den Südwesten New Mexicos und den Westen von Texas südwärts bis in die mexikanischen Provinzen Sonora, Chihuahua und Coahuila. Weiters kommt diese Art in isolierten Gebieten in Zentralmexiko, auch in Südmexiko und im angrenzenden Guatemala vor.
Der Alligator-Wacholder besiedelt vor allem trockene Kalksteinböden meist an der Baumgrenze auf Höhenlagen von 1.330 bis 2.660 Meter. Er kommt oft gemeinsam mit der Stein-Kiefer (Pinus edulis), der Einblättrigen Kiefer (Pinus monophylla), der Gelb-Kiefer (Pinus ponderosa), verschiedenen Eichen-Arten (Quercus) und anderen Wacholder-Arten (Juniperus) vor. In europäischen Sammlungen ist er eher selten zu finden.

## Systematik
Der Alligator-Wacholder (Juniperus deppeana Steud.) wird innerhalb der Gattung Wacholder (Juniperus) je nach Autor in die Untergattung oder die Sektion Sabina gestellt. Sie wird in verschiedene Varietäten unterteilt, die in diversen Quellen teilweise als Formen und vereinzelt auch als Unterarten bezeichnet werden. Hier wird Robert P. Adams und Andrea E. Schwarzbach gefolgt, die 2006 nach Analyse von DNA-Sequenzen vier Varietäten beschreiben und innerhalb der Varietät Juniperus deppeana  var. deppeana drei Formen angeben. Synonyme für Juniperus deppeana Steud. sind Juniperus mexicana Schiede & Deppe und Juniperus pachyphloea Torr. Das Artepitheton deppeana wurde zu Ehren des deutschen Naturforschers Ferdinand Deppe gewählt.

### Varietäten und Formen
Es werden folgende Varietäten unterschieden:
- Juniperus deppeana Steud. var. deppeana (Syn.: Juniperus deppeana var. pachyphlaea (Torr.) Martínez), die Nominatform, kommt in den US-amerikanischen Bundesstaaten Arizona, New Mexico und Texas vor; weiters in den mexikanischen Bundesstaaten Sonora, Coahuila, Nuevo León, Tamaulipas, Zacatecas, San Luis Potosí, Aguascalientes, Hidalgo, México, Puebla, Tlaxcala, Veracruz mit drei Formen vor:
  - Juniperus deppeana Steud. var. deppeana f. elongata R.P.Adams ist eine zerstreut wachsende Form in den Davis Mountains der Region Trans-Pecos, Texas.
  - Juniperus deppeana Steud. var. deppeana f. sperryi (Correll) R.P.Adams  wird in anderen Quellen auch als Varietät Juniperus deppeana var. sperryi Correll [4] beschrieben. Diese Form ist in nur drei Beständen in den Davis Mountains der Region Trans-Pecos, Texas und möglicherweise mit einem Fund im mexikanischen Bundesstaat Sonora bekannt. Die Form besitzt eine gefurchte Borke, die sich in Streifen ablöst.
  - Juniperus deppeana Steud. var. deppeana f. zacatecensis (Martínez) R.P.Adams wird auch als Varietät Juniperus deppeana Steud. var. zacatecensis Martínez [5] beschrieben und ist in den mexikanischen Bundesstaaten Zacatecas, dem benachbarten Durango und Aguascalientes anzutreffen. Diese Form findet sich in Waldlandschaften und Grasflächen auf Hügeln zusammen mit Eichen, Kiefern, Pinyon-Kiefern und anderen Wacholdern. Das Verbreitungsgebiet beschränkt sich auf Höhenlagen zwischen 1.980 und 2.470 m.
- Juniperus deppeana Steud. var. gamboana (Martínez) R.P.Adams ist im mexikanischen Bundesstaat Chiapas sowie im angrenzenden Departamento Huehuetenango in Guatemala verbreitet. In den Bergen von Chiapas besiedelt diese Varietät Kalksteinböden in Kiefern-, Eichen- und Wacholderwäldern in Höhenlagen von 1.670 bis 2.200 m. In Guatemala findet man diesen Wacholder auf Kalksteinhängen in der Sierra de los Cuchumatanes auf Höhen von 1.920 bis 2.140 m. Sie wird von manchen Autoren auch als eigenständige Art angesehen: Juniperus gamboana Martínez.[6]
- Juniperus deppeana Steud. var. patoniana (Martínez) Zanoni kommt im Norden des Bundesstaates Sonora und im Bundesstaat Durango in Mexiko vor.
- Juniperus deppeana Steud. var. robusta Martínez[7] kommt in den mexikanischen Bundesstaaten Sonora, Chihuahua, Durango und Zacatecas vor. Diese Varietät wird zwischen 10 und 25 Meter hoch und die Borke zwischen 2 und 4 Zentimeter dick.

## Nutzung
Das Holz des Alligator-Wacholders dient als Brennmaterial und zur Herstellung von Zaunpfählen. Es kann erst nach Mischung mit Holz von anderen Arten zu Papier verarbeitet werden. Die Beerenzapfen dienten verschiedenen Indianerstämmen als Nahrung.

## Gefährdung und Schutzmaßnahmen
Der Alligator-Wacholder wird von der Weltnaturschutzunion IUCN in der Roten Liste gefährdeter Arten geführt und insgesamt als nicht gefährdet („Least Concern“) bezeichnet. Allerdings werden Teile der Art, nämlich eine Varietät und zwei Formen als gefährdet gelistet. Dies sind folgende Taxa (IUCN führt alle drei als Varietäten):
- Juniperus deppeana  Steud. var. robusta Martínez wird von der IUCN weiterhin als Einheit mit der durch andere Quellen abgespaltenen Varietät Juniperus deppeana  Steud. var. patoniana (Martínez) Zanoni gesehen und also auch gemeinsam mit ihr in die Bedrohungsstufe gefährdet („Vulnerable“) gereiht. Als Gefährdungsursachen werden unter anderem intensive Abholzung in Teilen des Verbreitungsgebiets, Ziegen und Überweidung angegeben. Stockausschlag-Nutzung der Bäume und Schonung der großen Exemplare als Schattenspender führen zu einem unausgeglichenen Bestand. Das Verbreitungsgebiet der Varietät ist zwar groß, aber die Subpopulationen sind klein und verstreut.[9]
- Juniperus deppeana  Steud. var. deppeana  f. sperryi (Corell) R.P. Adams – diese Form führt die IUCN als Juniperus deppeana  Steud. var. sperryi  Corell als vom Aussterben bedroht („Critically Endangered“), da es durch Überweidung und Feuer keine ausreichenden Möglichkeiten zur Erholung des geringen Bestands (ca. 50 ausgewachsene Exemplare) gibt.[10]
- Juniperus deppeana  Steud. var. deppeana f. zacatecensis (Martínez) R.P. ADAMS – auch diese Form betrachtet die IUCN als Varietät Juniperus deppeana  Steud. var. zacatecensis Martínez und listet sie als stark gefährdet („Endangered“). Der Bestand ist klein und nimmt ab. Das Verbreitungsgebiet liegt in einer Region, wo Weidewirtschaft betrieben wird. Die Haupt-Gefährdungsursachen sind Holzfällung und Bereinigung von Flächen für die Landwirtschaft.[11]